# Gymnostomiella monodii
Gymnostomiella monodii là một loài rêu trong họ Pottiaceae. Loài này được P. de la Varde mô tả khoa học đầu tiên năm 1953.